# Sandra Patricia Devia Ruiz
Sandra Patricia Devia Ruiz (Colombia Siglo XX)es una periodista, abogada y política colombiana, quien se desempeñó como Gobernadora de Córdoba.

## Biografía
Es periodista, politóloga y abogada de profesión. Se ha desempeñado como profesora de la Escuela Superior de Administración Pública, la Universidad Externado de Colombia, la Escuela Superior de Guerra y la Pontificia Universidad Javeriana.
Así mismo, sirvió como Subsecretaria de Gobierno de Bogotá y Alcaldesa Local de Usme, Ciudad Bolívar y Rafael Uribe Uribe. Siendo Directora de Asuntos Territoriales, de Orden Público y de Gobernabilidad Territorial del Ministerio del Interior y de Justicia, fue designada por el gobierno de Álvaro Uribe como Gobernadora Encargada de Casanare el 10 de noviembre de 2009, tras la destitución del Gobernador Raúl Flórez Chávez. Debido a las cambiantes decisiones judiciales, su mandato acabó el 16 días después, y fue designada en una segunda ocasión para ser gobernadora entre el 8 y el 24 de diciembre del mismo año.
En 2016 fue designada Viceministra del Interior de Colombia, tras la renuncia de Carlos Ferro.
En enero de 2018 fue designada como Gobernadora Encargada de Córdoba tras la destitución del Gobernador Edwin Besayle. Asumió el cargo en propiedad en marzo de 2019 tras ser ratificada por el gobierno de Juan Manuel Santos al estar en la terna presentada por la coalición que llevó al poder a Besayle, correspondiéndole terminar el mandato de Besayle que se extendió hasta el 31 de diciembre de 2019.